# Sturgeon River, Simcoe County
Sturgeon River är ett vattendrag i Kanada.   Det ligger i provinsen Ontario, i den sydöstra delen av landet, 300 km väster om huvudstaden Ottawa.
I omgivningarna runt Sturgeon River växer i huvudsak lövfällande lövskog. Runt Sturgeon River är det ganska glesbefolkat, med 35 invånare per kvadratkilometer.